# Live at Remont
Live at Remont – album nagrany przez polskiego trębacza jazzowego Tomasza Stańkę i fińskiego perkusistę Edwarda Vesalę, z towarzyszeniem pozostałych muzyków tworzących Tomasz Stańko – Edward Vesala Quartet.
Nagrania zarejestrowano 24 października 1976 w Klubie Remont w Warszawie. Winylowy album wydany został w 1978 przez International Jazz Federation i polską wytwórnię Helicon HR 1002 (tłoczenie PN Muza).

## Muzycy
- Tomasz Stańko – trąbka
- Tomasz Szukalski – saksofon sopranowy, saksofon tenorowy
- Antti Hytti(inne języki) – kontrabas
- Edward Vesala – perkusja, instrumenty perkusyjne

## Lista utworów
Strona A
| 1. | „Komba” (Edward Vesala)      | 9:33  |
|    |                              |       |
| 2. | „First Song” (Tomasz Stańko) | 12:02 |
|    |                              |       |
|    |                              | 21:35 |
|    |                              |       |
Strona B
| 1. | „Little, Beautiful, Dancing Girl” (Vesala) | 12:40 |
|    |                                            |       |
| 2. | „Sowa” (Edward Vesala, Tomasz Stańko)      | 5:16  |
|    |                                            |       |
|    |                                            | 17:56 |
|    |                                            |       |

## Informacje uzupełniające
- Realizacja nagrań – Andrzej Lipiński, Leszek Wójcik
- Miksowanie – Mikki Nuorivaara (Helsinki)
- Projekt okładki – Ryszard Gruszczyńki
- Zdjęcia – Bogdan Nastula